# Coppa del Trono di Jamshid
La Coppa del Trono di Jamshid (in persiano جام تخت جمشید‎, Jâm-e Taxt-e Jamšid) è stata una competizione calcistica tenutasi in Iran nel 1973 al 1978.
La competizione, nata nel 1972, fu l'antesignana del campionato iraniano di calcio, essendo il primo torneo cui partecipavano squadre provenienti da tutte le zone dell'Iran. La Federazione calcistica dell'Iran decise di intitolarla a Jamshid, figura mitologica della cultura iraniana, istituendo la Coppa del Trono di Jamshid, che prese il via nel 1973-1974 con dodici squadre, passate a sedici nel 1974-1975. Del torneo si tennero cinque edizioni sino al 1979, quando la manifestazione fu sospesa a causa della rivoluzione iraniana. Era considerata una delle leghe calcistiche più competitive d'Asia.

## Albo d'oro

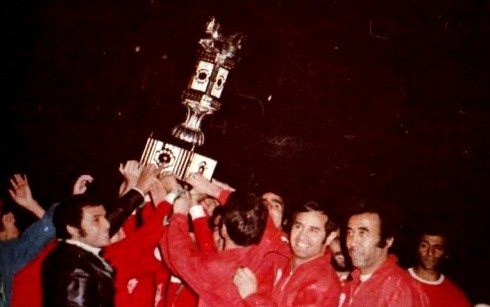
Il Persepolis vincitore nel 1973.

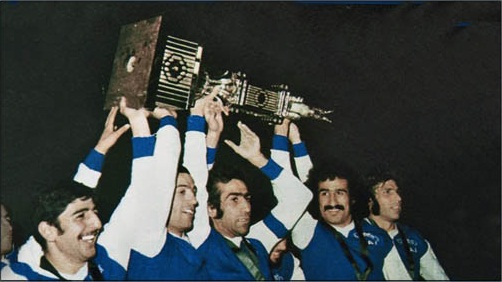
Il Taj vincitore nel 1974

| Stagione  | Vincitore                                         | Secondo classificato                              | Terzo classificato                                |
| --------- | ------------------------------------------------- | ------------------------------------------------- | ------------------------------------------------- |
| 1973-1974 | Persepolis                                        | Taj                                               | Pas                                               |
| 1974-1975 | Taj                                               | Persepolis                                        | Homa F.C.                                         |
| 1975-1976 | Persepolis                                        | Homa F.C.                                         | Pas                                               |
| 1976-1977 | Pas                                               | Persepolis                                        | Shahbaz                                           |
| 1977-1978 | Pas                                               | Persepolis                                        | Malavan                                           |
| 1978-1979 | Non completata a causa della rivoluzione iraniana | Non completata a causa della rivoluzione iraniana | Non completata a causa della rivoluzione iraniana |

## Vittorie per squadra
| Squadra    | Vittorie               | Secondi posti                     | Terzi posti           |
| ---------- | ---------------------- | --------------------------------- | --------------------- |
| Persepolis | 2 (1973-74), (1975-76) | 3 (1974-75), (1976-77), (1977-78) | —                     |
| PAS Tehran | 2 (1976-77), (1977-78) | —                                 | 2 (1973-74) (1975-76) |
| Taj        | 1 (1974-75)            | 1 (1973-74)                       | —                     |
| Homa F.C.  | —                      | 1 (1975-76)                       | 1 (1974-75)           |
| Shahbaz    | —                      | —                                 | 1 (1976-77)           |
| Malavan    | —                      | —                                 | 1 (1977-78)           |